# Phoridae
I Foridi (Phoridae Latreille, 1796) sono una famiglia cosmopolita di insetti dell'ordine dei Ditteri (Brachycera: Cyclorrhapha). Fra i Brachiceri inferiori, tradizionalmente denominati Aschiza, è la famiglia più importante e rappresentativa, insieme a quella dei Syrphidae, per numero di specie, diffusione e relazioni con l'uomo.

## Generalità
In inglese, i Foridi sono comunemente chiamati con diverse denominazioni. Quella più comune, scuttle flies, fa riferimento alla rapidità con cui fuggono quando sono disturbati o minacciati o, in generale, alle brevi corse che alternano alle pause (dal verbo to scuttle, "fuggire, spiccare il volo repentinamente"). Sono detti anche humpbacked flies ("mosche gobbe"), per il profilo marcatamente gibboso del torace, e coffin flies per lo sviluppo delle larve di alcune specie nei cadaveri umani in decomposizione anche all'interno delle bare (coffin, "bara"). Il riferimento a questo comportamento si ha anche in francese, con la denominazione mouche de cercueils.
La varietà di comportamenti di questi ditteri, soprattutto allo stato larvale, fa sì che nell'ambito della famiglia si riscontrino casi di indubbia utilità o, al contrario, di dannosità più o meno diretta, per quanto la generalità della famiglia non abbia una relazione stretta con l'uomo. L'importanza della famiglia si riscontra nell'utilità o dannosità dei foridi entomofagi, rispettivamente, come insetti ausiliari o antagonisti di questi, nella dannosità dei foridi di importanza agraria, come micetofagi a spese di coltivazioni di funghi o occasionalmente come fitofagi a spese di piante agrarie, nella potenziale pericolosità, sotto l'aspetto medico-sanitario, come insetti saprofagi associati ad ambienti malsani e, contemporaneamente, visitatori di ambienti frequentati dall'uomo.
Malgrado l'importanza relativa, quella dei Foridi è una famiglia di ditteri ancora poco conosciuta. Le piccole dimensioni, la varietà di comportamenti, l'ampia diffusione, l'omogeneità morfologica e l'elevato numero di specie nell'ambito di alcuni generi, rendono arduo lo studio di questi ditteri. Lo stato dell'arte sulla conoscenza della famiglia è inoltre condizionato dal limitato interesse specifico riscosso fra i ditterologi, che annoverano pochi specialisti. Allo stato attuale le conoscenze sulla biodiversità dei Foridi si concentrano soprattutto sull'entomofauna del Neartico e dell'Europa, con particolare riferimento alle isole britanniche.
L'elevato numero di specie ancora sconosciute e la complessità di alcuni taxa, in particolare del genere cosmopolita Megaselia, rendono molto difficile il riconoscimento delle specie e la classificazione, soprattutto quando si entra nell'ambito dei foridi tropicali. Attualmente sono descritte circa 3000 specie, ma si stima che il numero complessivo possa attestarsi fra 20000 e 50000 specie. Secondo Henry Disney, la dimensione di questa famiglia sarebbe tale da comprendere il 2% del totale delle specie animali del pianeta.

## Descrizione

### Adulto

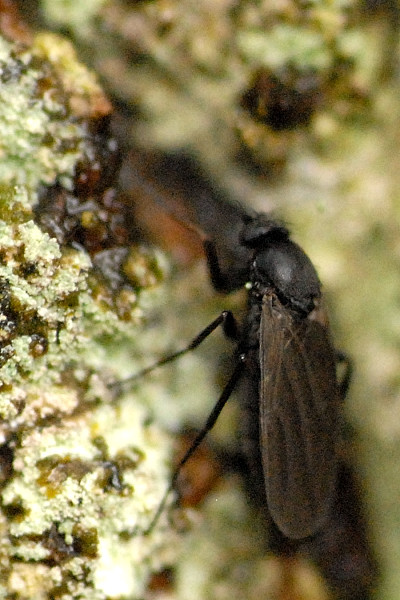
Gymnophora sp.

Gli adulti dei Foridi sono moscerini di piccolissime dimensioni, con corpo lungo, in genere, da mezzo millimetro a 5 mm. I più grandi esemplari raggiungono i 7 mm di lunghezza, i più piccoli frazioni dell'ordine del decimo di millimetro, ai limiti della capacità di risoluzione della vista umana. Elementi morfologici caratterizzanti, che nel complesso consentono l'identificazione di un foride, sono il corpo compatto, con capo piccolo e torace gibboso, la singolare forma del terzo antennomero, le ali relativamente larghe e con nervatura semplificata, i femori posteriori appiattiti. Frequente è il meiotterismo, con forme attere o subattere nelle femmine. Le livree sono generalmente brune, giallastre o nerastre. Apparentemente possono essere confusi con i comuni moscerini della frutta e dell'aceto (Drosophilidae), sia per l'aspetto sia per il comportamento. Le drosofile si distinguono tuttavia con un attento esame, per mezzo di una lente o di un microscopio, soprattutto per la pigmentazione rossa degli occhi e per la presenza di vene trasversali nella nervatura alare.
Il capo è relativamente piccolo e sovrastato dal torace, dicoptico in entrambi i sessi, provvisto di occhi grandi e tre ocelli sul vertice. Le forme brachittere o attere presentano invece un ridotto sviluppo degli occhi e una riduzione del numero di ocelli. La chetotassi è in genere composta da quattro serie trasversali di setole fronto-orbitali lunghe e robuste: la prima è composta da due setole disposte immediatamente sopra l'inserzione delle antenne; altre due sono disposte nella regione frontale, fra gli occhi, e sono composte ciascuna da quattro setole; la quarta serie, infine, è composta da quattro setole (a volte sei) e si estende nella regione cervicale immediatamente dietro la placca ocellare. Sono tuttavia frequenti chetotassi differenti, con la riduzione del numero delle setole fronto-orbitali.
Le antenne sono di tipo aristato, con arista lunga e triarticolata, inserita in posizione apicale o dorsale sul terzo antennomero e composta da due brevi segmenti basali e un terzo segmento lungo e sottile. In alcuni generi, l'arista può ridursi a 1-2 segmenti o essere del tutto assente. Caratteristici sono lo sviluppo del terzo antennomero e la sua forma: in genere è grande e globoso o piriforme, ma talvolta ha uno sviluppo abnorme, fino a raggiungere quasi le stesse dimensioni degli occhi. Il pedicello è molto ridotto, ma presenta un processo distale, il cono, che si incastra all'interno del terzo antennomero.
L'apparato boccale è in genere di tipo succhiante-lambente, meno frequentemente è di tipo pungente-succhiante. I palpi mascellari sono ben sviluppati e diretti in avanti, di forma clavata, in genere cosparsi di setole; il labbro inferiore è più o meno sviluppato, in genere breve, carnoso e retrattile, talvolta lungo, sclerificato e non retrattile.
Il torace è ampio e marcatamente convesso nella parte anteriore, dal profilo gibboso. La chetotassi del mesonoto è in generale caratterizzata da una diffusa copertura pubescente fra cui spiccano poche setole lunghe e robuste, concentrate sugli scleriti laterali: in genere sono presenti una setola omerale, 2-4 notopleurali, due intralari. Le acrosticali possono essere di vario sviluppo, ma in genere sono più corte e meno evidenti di quelle laterali. Lo scutello è provvisto in genere di 2-4 setole, a volte assenti, a volte in numero di sei. Altre setole, infine, sono presenti sul proepisterno e sul mesoepisterno dorsale.
Le zampe sono di tipo cursorio e di moderata lunghezza ed hanno femori posteriori robusti e appiattiti lateralmente, tibie provviste di setole apicali. Setole sparse o allineate possono essere presenti anche lungo la faccia dorsale o ventrale delle tibie. Le ali sono in genere ben sviluppate, ialine o leggermente brunastre, con una fitta frangia di setole lungo la costa e altre setole, più o meno numerose, alla base del margine posteriore. Il lobo anale è più o meno ampio e pronunciato, l'alula assente.
La nervatura alare è caratterizzata dalla marcata semplificazione delle vene mediane e posteriori, prive di ramificazioni e deboli rispetto a quelle anteriori e dalla scomparsa delle vene trasversali, ad eccezione della omerale. L'intero sistema radiale e la costa sono fortemente sclerificate e confinate in genere nella metà basale e nella regione marginale anteriore, conferendo alle ali dei Foridi un aspetto caratteristico. Meno frequentemente, la costa e i rami posteriori della radio si estendono nella metà distale ma senza raggiungere, comunque, l'apice dell'ala.
La costa è robusta e si estende per circa la metà basale del margine costale, fino alla confluenza di R4+5. La subcosta è debole e incompleta oppure confluisce su R1.
La radio è suddivisa in due o tre ramificazioni, in funzione della presenza o meno del ramo R2+3. Il ramo anteriore (R1) termina sulla costa entro la metà basale. Il settore radiale si prolunga nella sola vena R4+5 oppure si divide, poco prima della terminazione in due brevi rami, R2+3 e R4+5, confluenti rispettivamente poco prima e in corrispondenza della fine della costa. L'eventuale presenza di R2+3 delimita una piccola cellula submarginale di forma triangolare. La vena R4+5, in genere, raggiunge la terminazione della costa senza fondersi in essa.
Le vene del sistema mediano e del sistema cubito-anale sono notevolmente semplificate e marcatamente più deboli delle anteriori. La media è caratterizzata dalla scomparsa della base. I rami M1 e M2 sono liberi alla base e apparentemente traggono origine dal settore radiale per la scomparsa della base M1+2, mentre la vena M4 mantiene alla base una debole connessione con il settore radiale e con la cubito, residui vestigiali, rispettivamente, delle nervature trasverse radio-mediale e medio-cubitale. Questa conformazione è in realtà dovuta al fatto che nel corso dell'evoluzione dei Ditteri, il primo ramo della cubito anteriore (CuA1 o Cu1a) e la quarta vena del ramo posteriore della media si fondono in un'unica nervatura longitudinale. In letteratura, infatti, questa vena è indicata secondo i vari Autori con i simboli Cu1 CuA1 o Cu1a o, in alternativa, M4. Il sistema cubito-anale è ridotto a due brevi tratti, confinati alla base dell'ala, delle vene A1 e CuA, che confluiscono in un ramo comune, relativamente lungo, che termina debolmente sul margine posteriore.
Nell'insieme, le vene mediane e posteriori assumono la conformazione di un sistema di quattro vene longitudinali distinte, che si estende per gran parte dell'ala confluendo sul margine dal tratto subapicale fino al lobo anale, con percorsi più o meno paralleli. L'assenza delle nervature trasversali determina anche la semplificazione delle cellule: la cellula discale è assente, le due basali sono fuse in un'unica cellula non bene definita nella sua estremità distale, la cup è in genere appena accennata e aperta a causa della debolezza o assenza dei tratti basali del sistema cubito-anale.
Nei generi Sciadocera e Archiphora, comprendenti due specie primitive, rispettivamente, dell'ecozona neotropicale e di quella australasiana, i caratteri della nervatura alare evidenziano la tendenza alla semplificazione, ma meno accentuata rispetto al resto dei Foridi. Questi generi sono infatti considerati primitivi e, storicamente, sono stati per lungo tempo classificati in una famiglia separata (Sciadoceridae). La nervatura è caratterizzata da una maggiore estensione della costa e del sistema radiale e dalla presenza delle vene trasversali anche se confinate alla base dell'ala. La costa si estende su tutto il margine anteriore, arrivando quasi all'apice dell'ala e i due rami del settore radiale sono entrambi ben sviluppati. Alla base dell'ala sono evidenti la radio-mediale e la mediale trasversa, oltre al tratto basale della media. In conseguenza di questa conformazione, in questi foridi primitivi sono delineate le due cellule basali e una cellula discale, quest'ultima di piccole dimensioni. Le due vene M1 e M2 sono ridotte ai tratti terminali, perciò mancano sia la base comune sia la biforcazione M1+2. La cellula cup, infine, è aperta a causa dello sviluppo incompleto della cubito.
L'addome è ben sviluppato, di forma conico-cilindrica, in genere composto da 6 uriti apparenti (a volte ridotti a 3-4), privi di urosterniti. Le femmine sono provviste di un ovopositore di sostituzione generalmente membranoso, a volte adattato alla perforazione. I maschi presentano l'ipopigio ruotato di 360° e spesso asimmetrico.

### Stadi giovanili
La larva è apoda e microcefala, in genere di colore biancastro o bianco-giallastro e non più lunga di un centimetro. Ha una forma allungata, depressa in senso dorso-ventrale e con profilo fusiforme, più largo nella regione addominale. La metameria mostra una divisione in 12 segmenti, di cui quello cefalico è molto piccolo e quelli toracici mediamente più stretti di quelli addominali. Ogni segmento, ad eccezione di quello cefalico, è provvisto di 4-6 brevi processi spiniformi allineati trasversalmente sul dorso e sui lati. Questi processi si presentano perciò allineati longitudinalmente su 4-6 serie dal torace all'ultimo urite. Sull'ultimo segmento sono allineati lungo l'estremità posteriore. Sempre sull'ultimo segmento sono inoltre presenti due brevi processi conici dorsali, portanti gli stigmi. Le larve di prima età sono metapneuste, con un paio di stigmi nell'ultimo urite, quelle degli stadi successivi sono invece anfipneuste, con un paio addominale e uno toracico. In alcuni foridi, gli stigmi addominali sono portati da un sifone respiratorio.
La pupa si evolve all'interno del pupario formato dalla trasformazione dell'exuvia dell'ultimo stadio larvale. Il pupario è di colore rossastro e in genere di forma ovoidale e presenta i tubercoli spiniformi dorsali laterali e caudali. Dal secondo segmento addominale emergono inoltre due sottili cornetti respiratori dorsali, attraverso i quali si svolge la respirazione della pupa.

## Biologia

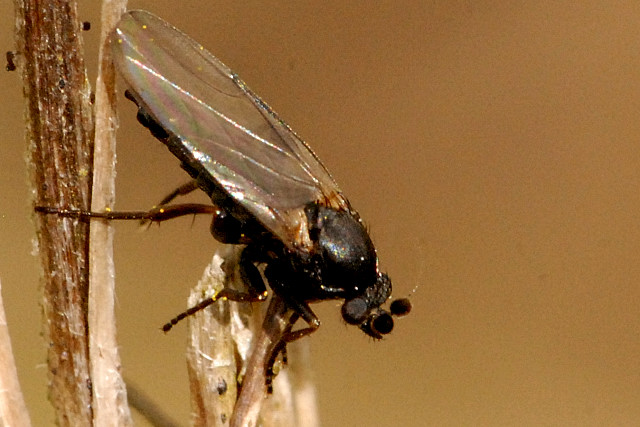
Anevrina sp.

La biologia nella generalità della famiglia è ancora poco nota e le conoscenze complete derivano soprattutto da osservazioni su specie di particolare interesse, come quelle micetofaghe o parassitoidi. La biologia è in ogni modo caratterizzata da una notevole varietà di comportamenti, in particolare quella delle larve, e si conviene che questa famiglia annoveri una notevole biodiversità sotto l'aspetto etologico.
Fra le larve dei Foridi si annoverano forme saprofaghe, micetofaghe, fitofaghe e zoofaghe, queste ultime parassitoidi endofaghe. Le larve parassitoidi si sviluppano a spese di una vasta gamma di invertebrati terrestri. Fra gli insetti sono parassitizzati isotteri, rincoti, lepidotteri, coleotteri coccinellidi e imenotteri. Fra gli altri invertebrati la letteratura cita in particolare lombrichi, gasteropodi terrestri (lumache e chiocciole), Diplopodi, ragni. Frequenti sono anche le forme termitofile e mirmecofile. Secondo Disney, le larve della maggior parte dei foridi, ancora oggi sconosciuti, si comportano come predatrici, parassitoidi o vere parassite.
Le relazioni trofiche delle larve dei Foridi con l'ambiente sono in realtà piuttosto complesse e si svolgono spesso con varie forme intermedie: la saprofagia e la micetofagia sono spesso facoltative e si alternano alla predazione a spese di altre larve saprofaghe o micetofaghe, perciò in questi casi sono più appropriati i termini di zoosaprofagia e zoomicetofagia. Il loro habitat varia dai materiali organici in decomposizione, di varia natura, ai nidi di insetti sociali, alle tane di mammiferi e nidi di uccelli, al suolo, alle acque luride di fosse biologiche, scarichi civili, ecc. Di particolare interesse, dal punto di vista dell'Entomologia forense, è lo sviluppo di larve di foridi anche nei cadaveri umani, fatto che giustifica, come si è detto, il nome comune di coffin flies attribuito a volte a questi insetti. Fra gli ecosistemi acquatici ricorrono anche i fitotelmi e la zona intertidale.
Vario è anche l'habitat degli adulti: questi si rinvengono frequentemente in ambienti forestali e sui prati, ma non mancano le specie associate a ecosistemi semiaridi e quelle presenti in ambienti antropizzati. Il regime dietetico è onnivoro: si nutrono di sostanze zuccherine, come la melata o il nettare, ma anche di fonti proteiche di origine animale come gli umori emessi da animali morti o vivi. I foridi dotati di apparato boccale pungente sono zoofagi e si comportano come predatori.
Gli adulti manifestano uno spiccata agilità sia nella deambulazione sia nel volo. In generale sono veloci corridori, ma si muovono alternando brevi corse a brevi pause. Se disturbati corrono velocemente o si alzano in volo, da cui il nome comune di scuttle flies. In generale sono mediocri volatori perché compiono solo brevi e lenti voli, tuttavia manifestano una spiccata agilità cambiando repentinamente direzione o velocità quando sono disturbati.
Le femmine depongono un numero variabile di uova alla volta, da poche unità ad alcune decine, e nel corso della loro vita possono deporne alcune centinaia. La schiusa avviene in genere entro 24 ore e lo sviluppo postembrionale completo si svolge in un arco temporale dipendente dalle condizioni ambientali. In media occorrono circa 25 giorni, ma in condizioni sfavorevoli, in particolare a temperature relativamente basse, lo sviluppo postembrionale si completa in 1,5-2 mesi.

## Importanza dei Foridi

### Parassitoidismo

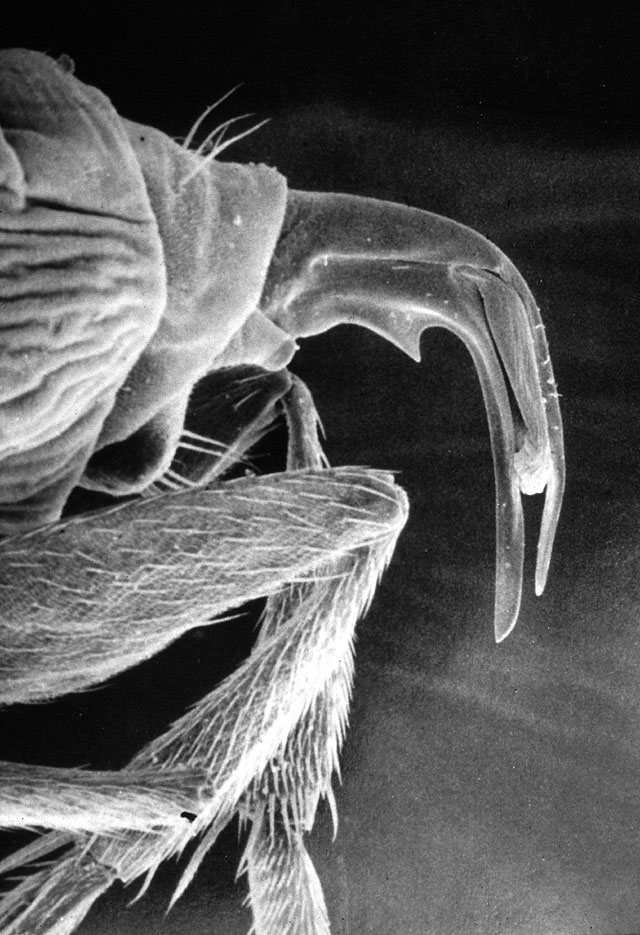
Ovopositore di Pseudacteon curvatus al microscopio elettronico.

Nell'ambito dell'attività di antagonismo nei confronti di altri insetti, i Foridi si presentano al tempo stesso insetti utili o dannosi in relazione alla specie attaccata. L'utilità si manifesta quando il foride è antagonista di specie dannose, per lo più fitofaghe, mentre la dannosità risiede nell'antagonismo nei confronti di insetti ausiliari.
Il caso più significativo di parassitoidismo è quello che associa i foridi ai formicidi del genere Solenopsis. Le specie di questo genere appartenenti al gruppo S. saevissima, in particolare le invasive S. invicta e S. richteri, sono note con il nome comune di "formiche di fuoco" (fire ants) e sono di particolare interesse medico-sanitario in alcune aree del mondo (Bacino del Golfo del Messico, Sudamerica, Filippine, Taiwan, Cina meridionale, Australia), in quanto si accaniscono sull'uomo producendo gravi reazioni allergiche a causa delle numerose punture. Queste specie furono introdotte accidentalmente nell'Alabama all'inizio del XX secolo e si sono diffuse in tutte le regioni del bacino del Golfo del Messico.
Nel genere Pseudoacteon sono comprese oltre un centinaio di specie di foridi, associate a vari generi di formicidi. L'interesse riscosso dagli Pseudoacteon risiede nella selettività della relazione trofica, che si manifesta a livello di gruppi di specie affini nell'ambito di singoli generi. In particolare, è stato riscontrato che fra le specie di Pseudoacteon che parassitizzano il genere Solenopsis, alcune, di origine neotropicale, sono strettamente associate alle formiche del gruppo S. saevissima, mentre altre, a distribuzione neartica, sono associate alle formiche del gruppo S. geminata, diffuse nel Nord e Centro America. Introdotti artificialmente negli USA, alcuni Pseudoacteon di origine sudamericana si sono rivelati efficaci nel controllo biologico delle formiche di fuoco esotiche mentre ignorano quelle autoctone del gruppo S. geminata, a loro volta controllate dagli Pseudoacteon indigeni. Questa selettività apre inoltre prospettive per un futuro controllo biologico, in caso di eventuale propagazione delle specie del gruppo geminata in altre regioni, con l'esportazione degli Pseudoacteon nordamericani.

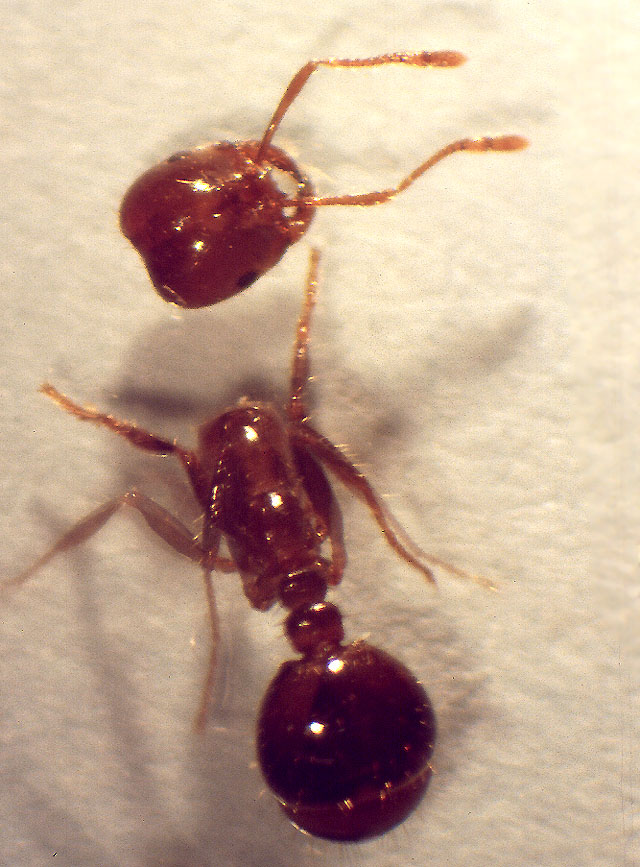
Esito finale dell'attacco del parassitoide.

Questi foridi, denominati in inglese ant-decapitating flies ("mosche decapitatrici delle formiche"), devono il loro nome comune al singolare decorso del rapporto trofico. La femmina depone un uovo sotto il tegumento del torace della formica operaia e la larva, appena nata, si introduce nel cranio dell'ospite nutrendosi a spese di vari tessuti e, infine, dei gangli cerebrali. L'ospite resta in vita per 2-3 settimane mantenendo l'attività motoria, tuttavia vaga senza meta in quanto perde la capacità di coordinarsi con le altre operaie della famiglia. Questo singolare fenomeno è spesso familiarmente associato alla figura degli zombie e permette alla larva del foride di completare il ciclo di sviluppo. Al termine dello sviluppo della larva, l'ospite muore e il capo si stacca dal resto del corpo. L'impupamento ha luogo all'interno del cranio decapitato e dura altre 2-3 settimane.
In Brasile sono stati segnalati tre foridi mirmecofili parassitoidi di formiche del genere Atta: Myrmosicarius grandicornis, Apocephalus attophilus e Neodohrniphora bragancai. Le operaie di questi imenotteri americani, noti comunemente come "formiche tagliafoglie", asportano ritagli di foglie da varie piante, per utilizzarli nel nido come substrato di crescita dei funghi di cui si alimentano, e si stanno rivelando come importanti avversità a carico della canna da zucchero e di varie graminacee foraggere.
Dal punto di vista agrario ha una certa importanza anche il ruolo di Megaselia goidanichi, uno degli antagonisti naturali della piralide del mais: le sue larve si sviluppano infatti come endoparassitoidi a spese dei bruchi di Ostrinia nubilalis, una delle principali avversità del mais e, secondariamente, del peperone.
Un ruolo dannoso è invece svolto dalle larve parassitoidi a spese di insetti ausiliari, fra cui sono spesso citati i coccinellidi.

### Micetofagia
La micetofagia è un comportamento alimentare alquanto diffuso fra i Ditteri, spesso associato alla saprofagia o alla zoosaprofagia, ma si riscontra in modo particolare nella superfamiglia degli Sciaroidea (Diptera: Nematocera), nel cui ambito si annoverano i moscerini dei funghi propriamente detti, appartenenti alle famiglie degli Sciaridae, dei Mycetophilidae e di altre famiglie minori. I foridi micetofagi sono il più noto taxon comprendente forme micetofaghe, dopo i moscerini dei funghi propriamente detti. Le larve dei foridi si possono distinguere da quelle dei Nematoceri per la morfologia: le prime hanno il corpo appiattito in senso dorso-ventrale, con profilo ellittico alla vista dorsale, sono acefale e completamente bianche; quelle degli Sciaroidea sono cilindriche, allungate ed eucefale ed evidenziano la capsula cefalica, di colore scuro, in netto contrasto con il resto del corpo, completamente bianco.
Nelle complesse relazioni trofiche in cui sono coinvolti, i foridi micetofagi possono comportarsi anche come predatori a spese di larve di sciaridi, ma nel complesso sono da considerarsi insetti dannosi.

### Saprofagia e zoosaprofagia
La saprofagia è il comportamento alimentare più frequente nell'ambito della famiglia. In generale, ha risvolti prevalentemente ecologici e, fatta eccezione per alcuni ambiti particolari, è un comportamento utile perché completa il flusso di materia nella rete alimentare dell'ecosistema. Come molti ditteri, le larve dei foridi si collocano nelle prime fasi dei processi di decomposizione della sostanza organica, che fanno da preludio ai processi di umificazione e mineralizzazione. Le relazioni dei foridi saprofagi con l'uomo hanno invece interesse specifico sotto l'aspetto medico e igienico-sanitario.
Il primo è di carattere igienico-sanitario e rientra nella casistica generale del potenziale rischio di trasmissione di malattie associato ad insetti che frequentano ambienti malsani. Spostandosi negli ambienti domestici o, comunque, in quelli frequentati dall'uomo, questi insetti sono potenziali vettori di agenti patogeni. Per le loro piccole dimensioni, le larve dei foridi possono svilupparsi anche in microambienti di dimensioni modeste, come i residui organici in decomposizione che si accumulano negli interstizi, sotto i mobili e gli elettrodomestici, all'interno di ambienti domestici. Oltre a quelli presenti all'interno delle abitazioni, vanno citati anche i rifiuti organici, le deiezioni animali, i cadaveri di animali, tutti possibili focolai di infezione.
Nella saprofagia rientra anche la necrofagia, ovvero lo sviluppo delle larve sui cadaveri di animali in decomposizione, compreso l'uomo. Il comportamento dei foridi necrofagi è singolare, in quanto le femmine depongono le uova anche nelle fessure delle bare sigillate e le larve si sviluppano sul cadavere conservato all'interno della bara. L'importanza dei foridi necrofagi ricopre due ambiti differenti, quello igienico-sanitario, di cui si è detto in precedenza, e quello medico-legale. L'interesse medico-legale risiede nel particolare comportamento riscontrato, in particolare, nella specie Conicera tibialis e, in generale, anche in altri foridi necrofagi. Secondo le osservazioni fatte su questi insetti, le femmine possono individuare siti in cui sono sepolti cadaveri a fino ad un metro di profondità e depongono le uova sulla superficie del terreno. La larva si inoltra in profondità e penetra attraverso le fessure all'interno delle bare. Sul cadavere colonizzato possono susseguirsi anche più generazioni. L'aspetto interessante è che la presenza di un cadavere seppellito può essere smascherata da un assembramento di foridi adulti sulla superficie del terreno e che tale comportamento si può riscontrare anche con cadaveri seppelliti da mesi o, addirittura, da anni. Secondo Matile (1993) sarebbe la femmina ad inoltrarsi nel terreno e sarebbe in grado di individuare cadaveri seppelliti anche a due metri di profondità, purché il cadavere non sia più vecchio di un anno.
Un caso particolare di zoosaprofagia è la possibilità di sviluppo di larve di foridi come parassiti endozooitici o epizootici a spese di vertebrati viventi. In letteratura sono citati rari casi di miasi provocate da larve di foridi che si insediano sugli esseri umani sulle ferite, sulla congiuntiva e nell'intestino.

### Fitofagia
La fitofagia non è particolarmente documentata e rientrebbe fondamentalmente in forme di fitofagia facoltativa associata alla saprofagia. Fra i casi di fitofagia accertata si citano Megaselia preacuta, segnalata come fillominatrice sul cece, ma probabilmente solo in piante debilitate da attacchi fungini, e Metopina ciceri, segnalata sui noduli radicali del cece. Altre larve di foridi sono state segnalate, infine, come fitofaghe su semi, germogli e frutti di varie piante.

## Sistematica
I Phoridae sono storicamente inquadrati nella sezione degli Aschiza, di cui rappresentano il raggruppamento più importante insieme a quello, più noto e più ampiamente studiato, dei Syrphidae. Sotto l'aspetto filogenetico, la famiglia si colloca nel clade più primitivo dei Ciclorrhapha, in stretta correlazione con il clade del genere Sciadocera, trattato da molti Autori come famiglia distinta, da altri come sottofamiglia più primitiva dei Phoridae. Sulla base delle relazioni filogenetiche, Hennig (1973) posizionava i Phoridae, nell'ambito degli Aschiza, nella superfamiglia dei Phoroidea, nella quale erano compresi tutti i Ciclorrafi inferiori ad eccezione dei Syrphidae e dei Pipunculidae.
In letteratura ricorre spesso la suddivisione in sei sottofamiglie proposta da Borgmeier nel 1968, tuttavia gli specialisti più autorevoli nello studio dei Foridi, Disney e Brown, concordano nel ritenere questa ripartizione insoddisfacente e ancora da definire. Le frequenti revisioni operate dai due ditterologi, a partire dagli anni novanta attestano che la classificazione interna dei Foridi è ancora in stato di provvisorietà.
Allo stato attuale, si concorda pienamente sull'esistenza di due grandi sottofamiglie, i Phorinae e i Metopininae. Due piccole sottofamiglie, largamente citate in letteratura, i Termitoxeniinae e i Thaumatoxeninae, sarebbero da includere, secondo Disney (1998), come taxa di rango inferiore nell'ambito dei Metopininae. La sottofamiglia Aenigmatiinae, la cui pertinenza è ancora accettata, sarebbe da revisionare in quanto probabilmente polifiletica. La sottofamiglia Alamirinae è stata rimossa da Disney & Cumming (1992) e inclusa nei Termitoxeniinae. Alla tradizionale suddivisione, Brown (1992) ha inoltre aggiunto due sottofamiglie, Hypocerinae e Conicerinae. Infine, Disney (2001) ha ridefinito la posizione sistematica dei generi Sciadocera e Archiphora, storicamente trattati in una famiglia distinta (Sciadoceridae), reinserendoli nella famiglia dei Phoridae.
Sulla base delle suddette revisioni, la famiglia dei Phoridae si suddividerebbe, allo stato attuale, nelle seguenti sottofamiglie:
- Aenigmatiinae
- Conicerinae
- Hypocerinae
- Metopininae
- Phorinae
- Sciadocerinae

Lo schema tassonomico è tuttavia ancora incerto e confuso per la collocazione di molti generi come incertae sedis e per la limitata rilevanza data alle sottofamiglie definite da Brown e alla revisione degli Sciadoceridae operata da Disney. In letteratura sono inoltre largamente citate posizioni sistematiche discordanti, in quanto basate fondamentalmente sul catalogo di Borgmeier (1968) e non supportano perciò le revisioni operate da Brown negli anni novanta.
Attualmente si conoscono oltre 3000 specie descritte appartenenti a circa 230 generi. Questi numeri sono tuttavia approssimativi a causa della difficoltà di accertare le sinonimie e definire il grado di aggiornamento dei cataloghi e all'assenza di chiavi di determinazione complete e affidabili. Le conoscenze più aggiornate e accreditate si riferiscono infatti al Neartico e al Paleartico occidentale grazie all'attività di Brown e Disney. Circa la metà delle specie, inoltre, sono comprese nel vasto genere Megaselia.

## Evoluzione
Come la generalità dei Platipezoidea, i Foridi fanno parte del primo flusso di irradiazione dei Ciclorrhapha che si è verificato nel corso del Cretaceo. Nella famiglia sono rappresentate oltre settanta specie fossili, in gran parte conservate nelle resine del Cenozoico, ma alcuni ritrovamenti risalgono al Cretaceo superiore.
L'esame comparato della morfologia dei foridi fossili e dei Platypezoidea esistenti offre evidenti indizi su come si sia evoluta la nervatura alare nella linea che ha condotto alla differenziazione del clade Sciadoceridae + Phoridae. La semplificazone della nervatura alare dei Foridi, con la scomparsa delle nervature trasversali e delle biforcazioni del sistema mediano e lo spostamento delle nervature anteriori verso la base del margine costale, è considerata un'importante autapomorfia di questi ditteri. Nel contempo, gli Sciadocerinae conservano caratteri ritenuti plesiomorfici, come la presenza di una cellula discale ridotta. Le specie Sciadocera rufomaculata e Archiphora patagonica, unici rappresentanti esistenti dei foridi primitivi, presentano nella nervatura alare diverse analogie con la morfologia ancestrale, evidente nei foridi estinti del Cretaceo e del Cenozoico. La nervatura alare di questi fossili, in generale, presenta le seguenti caratteristiche:
- sistema costale-radiale espanso verso l'apice dell'ala;
- cellula discale ridotta e postata in posizione prossimale;
- nervatura radio-mediale presente e allineata con la nervatura trasversa mediale m-m[31]
- ramo comune M1+2 emergente dalla cellula discale e conseguente posizione distale della biforcazione M1+2;
- vena cubito incompleta, con conseguente delimitazione di una cellula cup aperta.

Gli Sciadocerinae presentano la stessa morfologia, ma hanno perso il tratto basale del sistema M1+2, con la conseguente comparsa di due vene mediane sconnesse dal resto delle nervature. Nei foridi superiori, questa semplificazione si accentua con l'allontanameno del sistema costale-radiale dall'apice dell'ala, la scomparsa anche della base della media e, soprattutto, delle nervature trasversali r-m e m-m.

## Distribuzione
La famiglia, cosmopolita, ha un'ampia diffusione ed è rappresentata in tutte le ecozone della Terra. Il maggior numero di specie si concentra nella regione oloartica, ma va ricordato, come si è detto, che questa distribuzione è in realtà falsata dal fatto che l'entomofauna delle regioni tropicali è ancora poco conosciuta.
In Europa sono segnalate circa 600 specie ripartite fra 35 generi, di cui il solo genere Megaselia comprende circa due terzi del totale:
- Sottofamiglia Aenigmatiinae:
  - Aenigmatias
  - Diplonevra
  - Dohrniphora
  - Hypocerides
- Sottofamiglia Conicerinae
  - Conicera
  - Gymnoptera
- Sottofamiglia Hypocerinae:
  - Billotia
  - Borophaga
  - Hypocera
  - Stichillus
- Sottofamiglia Metopininae:
  - Beckerina
  - Chonocephalus
  - Gymnophora
  - Lepta
  - Megaselia
  - Menozziola
  - Metopina
  - Microselia
  - Phalacrotophora
  - Plectanocnema
  - Pseudacteon
  - Puliciphora
  - Razorfemora
  - Triphleba
  - Trucidophora
  - Tubicera
  - Woodiphora
- Sottofamiglia Phorinae:
  - Anevrina
  - Chaetopleurophora
  - Phora
  - Spiniphora
- Incertae sedis
  - Obscuriphora
  - Poloniphora
  - Veruanus
  - Xenotriphleba

Il genere Razorfemora, non segnalato nel catalogo di Fauna Europaea, è rappresentato in Europa dalla specie Razorfemora zaragozae Disney, 2006, di recente determinazione.
In Italia sono segnalate circa 100 specie, di cui otto endemiche. I foridi italiani appartengono in gran parte ai generi Megaselia, Diplonevra, Triphleba e Phora. Altri generi segnalati, ciascuno rappresentato da 1-4 specie, sono Anevrina, Borophaga, Conicera, Dohrniphora, Gymnophora, Menozziola, Metopina, Phalacrotophora, Spiniphora. L'incertezza nelle determinazioni, in particolare per il genere Megaselia rende tuttavia approssimativa la lista dei foridi italiani. Per molte specie mancano inoltre le informazioni sull'effettiva distribuzione.